# Atletik Dupnica
Atletik Dupnica (bułg. СК Атлетик (Дупница)) – bułgarski klub piłkarski, mający siedzibę w mieście Dupnica, na zachodzie kraju, działający w latach 1915–1947.

## Historia
Chronologia nazw:
- 1915: SK Mont Ewerest Dupnica (bułg. СК [Спортен клуб] Монт Еверест (Дупница))
- 1921: SK Botew Dupnica (bułg. СК Атлетик (Дупница))
- 20.04.1923: SK Atletik Dupnica (bułg. СК Атлетик (Дупница)) – po fuzji z Wichyr Dupnica
- 1947: klub rozwiązano – po fuzji z Lewski Dupnica, Sławia Dupnica i ŻSK Dupnica

Klub sportowy Mont Ewerest został założony w Dupnicy w 1915 roku przez młodych miłośników piłki nożnej. Założycielami są Wasił Mładenow Antow, Stefan Kyrkalianow, Temełaki Iwanow-Beliczo, Arsen Janakiew-Ukia, Weliczko Bożinkin i Dimityr Manow. Arsen Janakiew, który z zawodu jest szewcem, uszył pierwszą skórzaną piłkę do gry. Klub funkcjonował w dzielnicy miasta o nazwie Myrdżina (później przemianowanej na Lewski). Na początku 1921 roku klub zmienił nazwę na Botew. Uszyto też pierwsze koszulki od dziewiarki Rainy Germańskiej.
Nieco później w sąsiedztwie pojawił się konkurencyjny klub o nazwie Wichyr. Jego twórcy Christo Sapundżiew, Temełaki Bliznakow i Stefan Czerakliew wkrótce zdali sobie sprawę, że lepiej dla obu drużyn połączyć siły i 20 kwietnia 1923 roku zjednoczyły się pod nazwą Atletik. W 1923 została organizowana Jugozapadna futbołna liga, w rozgrywkach której startował zespół.
Pierwsze mistrzostwa Bułgarskiego Związku Piłki Nożnej miały zostać rozegrane w 1924 roku, jednak ze względu na różnice między zespołami w półfinałach rozgrywki nie zostały zakończone, a zwycięzca nie został wyłoniony. Od 1925 mistrzostwa rozgrywane są systemem pucharowym, do których kwalifikowały się zwycięzcy regionalnych oddziałów.
W 1942 roku klub został mistrzem Rilskiego Obwodu Sportowego i awansował do turnieju finałowego mistrzostw Bułgarskiego Związku Piłki Nożnej. W pierwszej rundzie finałów mistrzostw wyeliminował 1:0 klub Kniaz Kirił Presławski Sofia, ale w półfinale przegrał 2:5 z Lewskim Sofia. W następnym roku ponownie startował na szczeblu centralnym. W rundzie pierwszej pokonał 3:1, 3:0 Botew Gorna Dżumaja, ale potem znów przegrał 1:2, 1:4 z Lewskim Sofia.
Na początku 1947 roku władze miasta postanowili połączyć najlepsze kluby miejskie w jeden. W wyniku fuzji klubu ze Sławią Dupnica, ŻSK Dupnica i Lewskim Dupnica powstał Marek Dupnica. W ten sposób na rozkaz ówczesnej nomenklatury partyjnej klub przestał istnieć.

## Sukcesy

### Trofea międzynarodowe
Do chwili obecnej klub jeszcze nigdy nie zakwalifikował się do rozgrywek europejskich.

### Trofea krajowe
| \| \| Zdobyte trofea w rozgrywkach Bułgarii (stan na: 31-05-2021) \| |                                                             |      |            |
| Rozgrywki                                                            | Osiągnięcie                                                 | Razy | Sezon(y)   |
| · Mistrzostwo                                                        | I miejsce                                                   | 0    |            |
| · Mistrzostwo                                                        | II miejsce                                                  | 0    |            |
| · Mistrzostwo                                                        | III miejsce                                                 | 0    |            |
| · Mistrzostwo                                                        | 1/8 finału                                                  | 1    | 1942, 1943 |
| Puchar                                                               | zdobywca                                                    | 0    |            |
| Puchar                                                               | finalista                                                   | 0    |            |
| II liga                                                              | I miejsce                                                   | 0    |            |
| II liga                                                              | II miejsce                                                  |      |            |
| II liga                                                              | III miejsce                                                 | 0    |            |
| Bułgaria                                                             | Zdobyte trofea w rozgrywkach Bułgarii (stan na: 31-05-2021) |      |            |

- Pyrwenstwo na Riłskata sportna obłast:
  - mistrz (2): 1941/42, 1942/43

## Poszczególne sezony

### Rozgrywki międzynarodowe

#### Europejskie puchary
Nie uczestniczył w rozgrywkach europejskich.

### Rozgrywki krajowe
| \| Bułgaria \| Bilans występów klubu w rozgrywkach piłkarskich Bułgarii (Stan na 31 maja 2021 r.) \| \| |                                                                                       |        |       |   |   |   |    |    |     |           |        |        |      |
| Poziom                                                                                                  | Rozgrywki                                                                             | Sezony | Mecze | Z | R | P | B+ | B– | Pkt | Lata      | Awanse | Spadki | Naj. |
| I | Dyrżawno pyrwenstwo / Nacionałna futbołna diwizija / Republikansko pyrwenstwo / A PFG | 2      |       |   |   |   |    |    |     | 1942–1943 | 0      | 2      | 1/8  |
| II | B RPG / Wtora PFG / Pyrwa PFL / B PFG / Wtora PFL                                     | 23     |       |   |   |   |    |    |     | 1923–1946 | 2      | 0      | 1    |
| III | W PFG / Treta amatorska futbołna liga                                                 | 0      |       |   |   |   |    |    |     |           | 0      | 0      |      |
| IV | Obłastna futbołna grupa                                                               | 0      |       |   |   |   |    |    |     |           | 0      | 0      |      |
| | Puchar Bułgarii                                                                       | 0      |       |   |   |   |    |    |     |           | 0      | 0      |      |
| Bułgaria                                                                                                | Bilans występów klubu w rozgrywkach piłkarskich Bułgarii (Stan na 31 maja 2021 r.)    |        |       |   |   |   |    |    |     |           |        |        |      |

## Struktura klubu

### Stadion
Klub piłkarski rozgrywał swoje mecze domowe na boisku Koszar Dolnych w Dupnicy.

## Kibice i rywalizacja z innymi klubami

### Derby
- Lewski Dupnica
- Sławia Dupnica
- ŻSK Dupnica